# 玛丽-沃尔冈·勒巴尔齐克
玛丽-沃尔冈·勒巴尔齐克（法語：Marie-Vorgan Le Barzic，法語發音：[maʁi vɔʁɡɑ̃ lə baʁzik]；1975年1月25日—）出生於法國布列塔尼大區莫爾比昂省的瓦讷，是一名女性企業家。

## 生平
玛丽-沃尔冈·勒巴尔齐克原來在巴黎過生活，後來崇尚農業事務，便搬遷到布列塔尼地區定居，玛丽-沃尔冈·勒巴尔齐克靠著自學的方式得到教育，第一份職業在電話銷售的工作展開，之後成為新創企業和網站代管公司的人力資源總監。
2006年玛丽-沃尔冈·勒巴尔齐克發起Quartier Numérique計劃，這是一個數位服務創新平台，可以讓地方政府、電信營運商、中小型企業聚合在一起，讓數十家新創企業能在數位沙盒的環境當中，測試他們的新產品或是概念。到了2008年玛丽-沃尔冈·勒巴尔齐克參與法國第一家共享辦公空間La Cantine的成立，成為新創企業和大企業之間的橋樑，而她也因此成為法國數位產業的重要人物。
2011年玛丽-沃尔冈·勒巴尔齐克創造第一個初創企業加速器：Camping，以及第一個開放式創新計劃：Silicon Xperience，2013年玛丽-沃尔冈·勒巴尔齐克整合這些創新參與者，也透過群眾募資的方式，從投資人身上獲得500萬歐元成立了NUMA公司，成為一個數位產業專業人才育成的企業，現在NUMA在印度班加羅爾、俄羅斯莫斯科、摩洛哥卡萨布兰卡、墨西哥城、西班牙巴塞罗那、德國柏林、美國紐約，都設有分公司。
除了私法人的創業以外，玛丽-沃尔冈·勒巴尔齐克也在乎氣候變遷等環境議題，因此也是法國經濟、社會和環境委員會（法語：Conseil économique, social et environnemental，CESE）的成員。

## 相關連結
- NUMA （页面存档备份，存于）